# Fernand Alkan-Lévy
Pour les articles homonymes, voir Alkan (homonymie) et Lévy.
Fernand Alkan-Lévy, né à Amiens le 4 juin 1870 et mort en 1941, est un peintre français.

## Biographie
Élève de Benjamin-Constant, de Jean-Léon Gérôme et de Jean-Paul Laurens, il obtient en 1909 une mention honorable au Salon des artistes français. On lui doit de nombreuses vues de Paris telles que : Place de la Madeleine, Place de la Concorde et Place J. B. Cléments ainsi que des vues des quais de Bruges. 
Ami de Max Jacob, Alkan-Lévy lui permet en 1898 de devenir critique d'art au Moniteur des arts en l'introduisant auprès de Roger Marx.
Sa trace se perd lors de l'épuration en 1941.

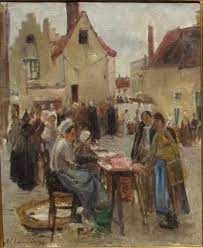
Bruges, jour de marché
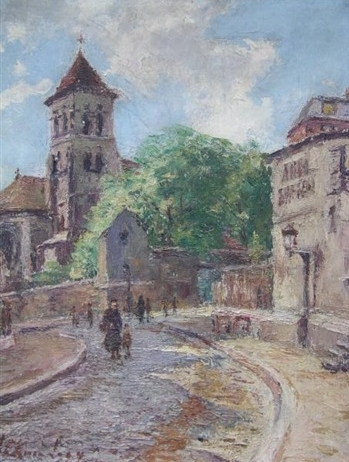
Les promeneurs dans la rue
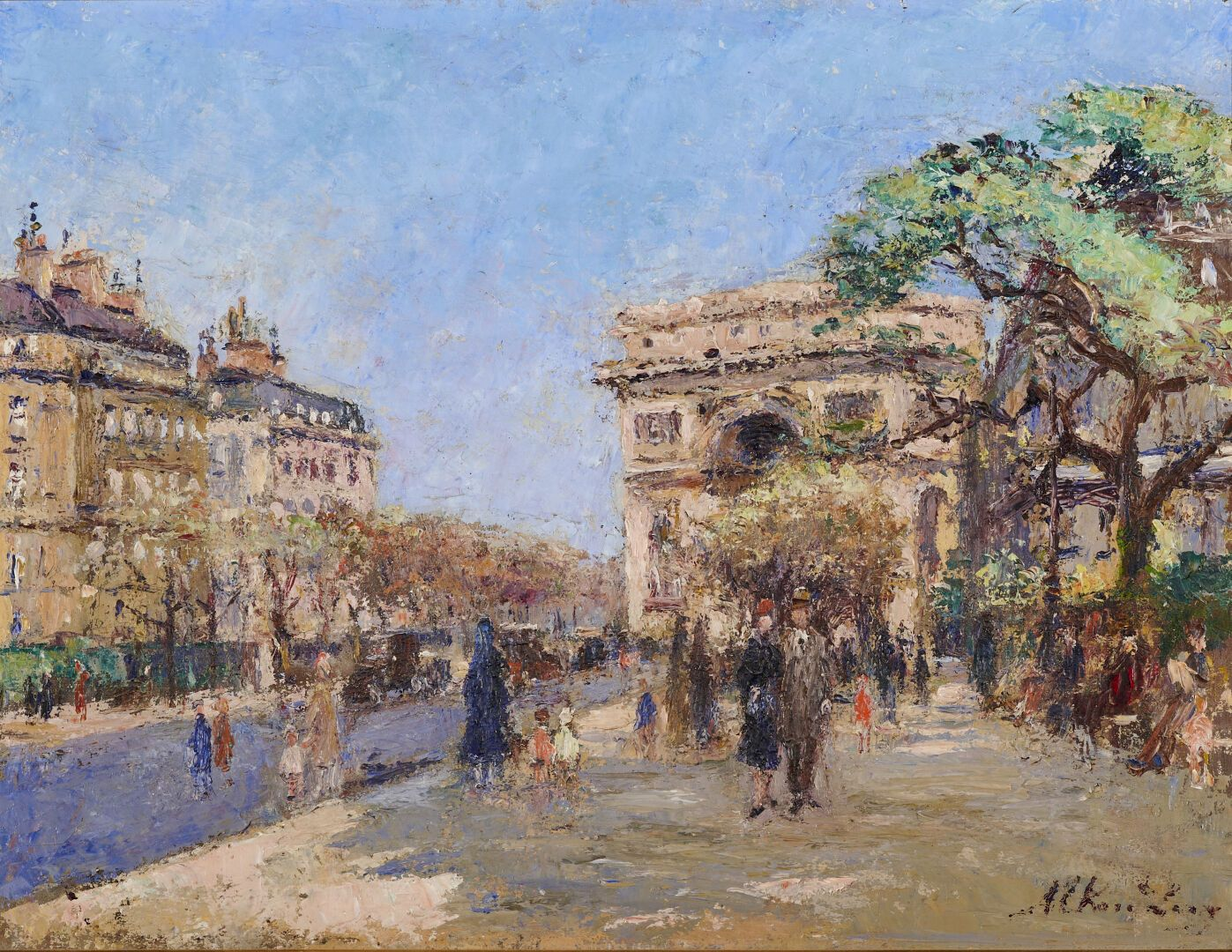
Paris et Arc de Triomphe
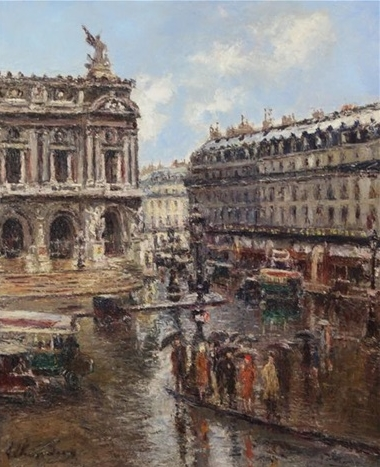
Place de l'Opéra